# Wude Ayalew
Wude Ayalew Yimer (née le 4 juillet 1987 dans le Godjam) est une athlète éthiopienne, spécialiste des courses de fond. Elle est la sœur ainée de Hiwot Ayalew.

## Biographie
Elle remporte les Championnats du monde de cross-country de 2006 avec l'équipe d'Éthiopie (5e en individuel). Elle termine 5e du 5 000 m aux Championnats du monde junior de 2006. Elle remporte la médaille de bronze du 10 000 mètres aux Championnats du monde d'athlétisme de 2009 à Berlin, en dépassant sur la ligne d'arrivée, au tout dernier moment, deux adversaires devant elle.

### Palmarès
| Date | Compétition                            | Lieu          | Résultat | Épreuve                  | Performance    |
| ---- | -------------------------------------- | ------------- | -------- | ------------------------ | -------------- |
| 2006 | Championnats du monde de cross-country | Fukuoka       | 5e       | Cross long - Individuel  | 25 min 47 s    |
| 2006 | Championnats du monde de cross-country | Fukuoka       | 1re      | Cross long - Par équipes | 16 pts         |
| 2006 | Championnats du monde juniors          | Pékin         | 5e       | 5 000 m                  | 15 min 41 s 63 |
| 2007 | Championnats du monde de cross-country | Mombasa       | 10e      | Individuel               | 28 min 18 s    |
| 2007 | Championnats du monde de cross-country | Mombasa       | 1re      | Par équipes              | 19 pts         |
| 2008 | Championnats d'Afrique                 | Addis-Abeba   | 3e       | 10 000 m                 | 32 min 55 s 17 |
| 2009 | Championnats du monde de cross-country | Amman         | 5e       | Individuel               | 26 min 23 s    |
| 2009 | Championnats du monde de cross-country | Amman         | 2e       | Par équipes              | 28 pts         |
| 2009 | Championnats du monde                  | Berlin        | 3e       | 10 000 m                 | 30 min 51 s 95 |
| 2009 | Finale mondiale de l'athlétisme        | Thessalonique | 3e       | 3 000 m                  | 8 min 30 s 93  |
| 2010 | Championnats d'Afrique                 | Nairobi       | 4e       | 10 000 m                 | 32 min 29 s 92 |
| 2011 | Championnats du monde de cross-country | Punta Umbría  | 6e       | Individuel               | 25 min 21 s    |
| 2011 | Championnats du monde de cross-country | Punta Umbría  | 2e       | Par équipes              | 29 pts         |
| 2011 | Jeux africains                         | Maputo        | 2e       | 10 000 m                 | 33 min 24 s 88 |

### Records
- 3 000 m - 8 min 30 s 93 (2009)
- 5 000 m - 14 min 38 s 44 (2009)
- 10 000 m - 30 min 11 s 87 (2009)